# Michael Richter (Geograph)
Michael Richter (* 22. September 1946) ist ein deutscher Geograph und emeritierter Professor der Universität Erlangen-Nürnberg.

## Leben
Richter absolvierte ein Studium der Geographie an der Universität Bonn und promovierte 1978 bei Peter Höllermann und Wilhelm Lauer über ein hochgebirgsökologisches Thema im Tessin. Er habilitierte in Aachen über Pflanzensukzessionen im Mittelmeerraum. Von 1987 bis 2011 war er Professor für physische Geographie am Institut für Geographie der Universität Erlangen-Nürnberg. Fachwissenschaftliche Schwerpunkte von Richter sind Pflanzengeographie, Hochgebirgs- und Klimaökologie sowie die Landeskunde des spanischsprachigen Lateinamerikas, Südeuropas und Nordafrikas. Ebenso ist ihm ein Großteil der nordamerikanischen und asiatischen Hochgebirge vertraut.
Michael Richter zählt zusammen mit Klaus Rother, Dieter Anhuf, Toni Breuer und Christophe Neff zu den wenigen deutschsprachigen Mittelmeerexperten. Zu den von ihm verfassten Lehrbüchern zählen die „Allgemeine Pflanzengeographie“ sowie die „Vegetationszonen der Erde“. Richter ist ein Schüler des Bonner Geomorphologen Peter Höllermann sowie von Frank Ahnert, seinerzeit Geomorphologe in Aachen.